# تاكاشي ماتسوموتو (موسيقي)
تاكاشي ماتسوموتو (باليابانية: 松本隆؛ بالكانا: まつもと たかし) هو موسيقي وطبال وكاتب أغاني ومنتج أسطوانات ومخرج وشاعر ياباني، ولد في 16 يوليو 1949 في ميناتو في اليابان.

## وصلات خارجية
- الموقع الرسمي
- تاكاشي ماتسوموتو على موقع IMDb (الإنجليزية)
- تاكاشي ماتسوموتو على موقع ميوزك برينز (الإنجليزية)
- تاكاشي ماتسوموتو على موقع أول ميوزيك (الإنجليزية)
- تاكاشي ماتسوموتو على موقع أول ميوزيك (الإنجليزية)
- تاكاشي ماتسوموتو على موقع ديسكوغز (الإنجليزية)
- تاكاشي ماتسوموتو على موقع كينوبويسك (الروسية)
- تاكاشي ماتسوموتو على موقع ANN person (الإنجليزية)